# Michael Socha
Michael Socha (Derby, Derbyshire, Inglaterra, 13 de diciembre de 1987) es un actor británico, más conocido por participar en películas como This Is England y Summer, así como en las series de televisión Being Human y Once Upon a Time in Wonderland.

## Biografía
Socha nació el 13 de diciembre de 1987 en Derby, Derbyshire. Es hijo de Kathleen Lyons y Robert Socha y el hermano mayor de la actriz Lauren Socha. Asistió a la St Benedict Catholic School.
Cuando tenía once años audicionó sin éxito para una obra de teatro musical de su escuela. A la edad de doce años, su madre lo llevó junto a su hermana Lauren a un casting de la Chellaston Youth Players, donde obtuvo el papel principal de Bugsy Malone en la obra. La motivación de Michael para audicionar fue demostrarle a sus profesores que estaban equivocados por haberle negado un papel en la obra de la escuela. Actuó en varias obras de teatro para el grupo, aunque él ha admitido que para ese entonces no se tomaba la actuación muy en serio.

### Carrera
Socha debutó profesionalmente en 2006, cuando fue elegido para interpretar a Harvey en la película de Shane Meadows sobre la subcultura skinhead This Is England. En 2008 consiguió un papel en la película Summer, junto a Robert Carlyle. Ese mismo año, apareció en la película Better Things y en la comedia independiente Dogging: A Love Story. También apareció en tres episodios del drama médico de la BBC One Casualty.
En febrero de 2009, hizo su debut en el escenario en el Nottingham Playhouse en Glamour, una comedia de Stephen Lowe. Ese mismo año, apareció en un episodio del drama policial de ciencia ficción Paradox, de la BBC, y en la película para televisión de Channel 4 The Unloved.
En 2010 fue contactado nuevamente por Shane Meadows para retomar su papel de Harvey para la miniserie This Is England '86, que sigue la vida de los personajes de la película tres años después de los sucesos ocurridos en ésta; así como para la secuela This Is England '88, estrenada en 2011. También participó en un episodio de la comedia de televisión Married Single Other, así como en la película Bonded by Blood.
En 2011, Socha fue contratado para interpretar de forma recurrente a Tom McNair, un joven hombre lobo en la serie sobrenatural de BBC Three Being Human. Para la cuarta temporada de la serie, Socha fue ascendido al elenco principal de la serie.
En 2013 fue elegido para interpretar a la Jota de Corazones/Will Scarlet en Once Upon a Time in Wonderland, serie derivada de Once Upon a Time. Tras la cancelación de la serie, fue anunciado que Socha se integraría al elenco principal de la cuarta temporada de la serie madre.

## Filmografía
| Cine       | Cine                           | Cine                              | Cine                                                           |
| Año        | Título                         | Rol                               | Notas                                                          |
| ---------- | ------------------------------ | --------------------------------- | -------------------------------------------------------------- |
| 2006       | This is England                | Harvey                            |                                                                |
| 2007       | Soft                           | ASBO                              | Cortometraje                                                   |
| 2007       | Lady Margaret                  | Danny                             | Cortometraje                                                   |
| 2008       | Better Things                  | Mike                              |                                                                |
| 2008       | Summer                         | Daniel                            |                                                                |
| 2009       | Dogging: A Love Story          | Jim                               |                                                                |
| 2009       | Jade                           | Stephen                           | Cortometraje                                                   |
| 2009       | Bale                           | Kyle                              | Cortometraje                                                   |
| 2010       | Cut                            | Jimmy/Food Dude                   |                                                                |
| 2010       | Shank                          | Craze                             |                                                                |
| 2010       | Bonded by Blood                | Donny Svenson                     |                                                                |
| 2010       | Break Clause                   | Nick                              |                                                                |
| 2010       | The Good Men of Leicester      | Simon                             | Cortometraje                                                   |
| 2010       | Labour                         | Henry                             | Cortometraje                                                   |
| 2011       | Hit and Run                    | Michael                           | Cortometraje                                                   |
| 2012       | Twenty8k                       | Tony Marchetto                    |                                                                |
| 2013       | Svengali                       | Tommy                             |                                                                |
| 2013       | Spike Island                   | Carl                              |                                                                |
| 2017       | Papillon                       | Juliot                            |                                                                |
| 2019       | Killers Anonymous              | Leandro                           |                                                                |
| Televisión |                                |                                   |                                                                |
| Año        | Título                         | Rol                               | Notas                                                          |
| 2008—2009  | Casualty                       | Ryan                              | 6 episodios                                                    |
| 2009       | The Unloved                    | Michael                           | Película para televisión                                       |
| 2009       | Harvest                        | Yebsley                           | Película para televisión                                       |
| 2009       | Paradox                        | Zac Henley                        | Miniserie, 1 episodio                                          |
| 2010       | Married Single Other           | Spud                              | 1 episodio                                                     |
| 2010       | This Is England '86            | Harvey                            | 4 episodios                                                    |
| 2011       | This Is England '88            | Harvey                            | 3 episodios                                                    |
| 2011—2013  | Being Human                    | Tom McNair                        | 18 episodios                                                   |
| 2013—2014  | Once Upon a Time in Wonderland | Will Scarlet/La sota de corazones | Elenco principal                                               |
| 2014       | Silent Witness                 | David Bennetto                    | 2 episodios                                                    |
| 2014       | Our World War                  | Soldado Andy Andrews              | Miniserie, episodio: "Pals"                                    |
| 2014—2015  | Once Upon a Time               | Will Scarlet/La sota de corazones | Elenco principal (temporada 4) Elenco recurrente (temporada 5) |
| 2015       | Undercover                     | Hamo                              | Episodio #1.1                                                  |
| 2015       | This Is England '90            | Harvey                            | Miniserie, 4 episodios                                         |